# Shojae Khalilzadeh
Shojae Khalilzadeh (Perso: شجاع خلیل‌زاده; Bahnemir, 14 de maio de 1989) é um futebolista iraniano que atua como zagueiro. Atualmente, defende o Al-Ahli.

## Carreira internacional
Khalilzadeh foi convocado para a seleção iraniana em 2012 por Carlos Queiroz. Fez sua estreia em uma vitória por 6–1 contra a seleção do Tajiquistão.
Depois de sete anos de ausência na seleção, durante o comando de Queiroz e Marc Wilmots, Khalilzadeh foi convocado pelo novo técnico Dragan Skočić em 2020 para um amistoso contra o Uzbequistão e a Bósnia e Herzegovina, e para ajudar em uma situação difícil, após o fracasso na Copa da Ásia de 2019 e duas derrotas consecutivas para Bahrein e Iraque na segunda rodada das eliminatórias para a Copa do Mundo FIFA de 2022. Os iranianos terminaram na liderança da fase de grupos, onde venceram todas as quatro partidas restantes para se classificar para a Copa da Ásia de 2023 e a rodada final da Copa do Mundo.

## Títulos
Persepolis
- Iran Pro League: 2017–18, 2018–19, 2019–20